# Bachir Gemayel

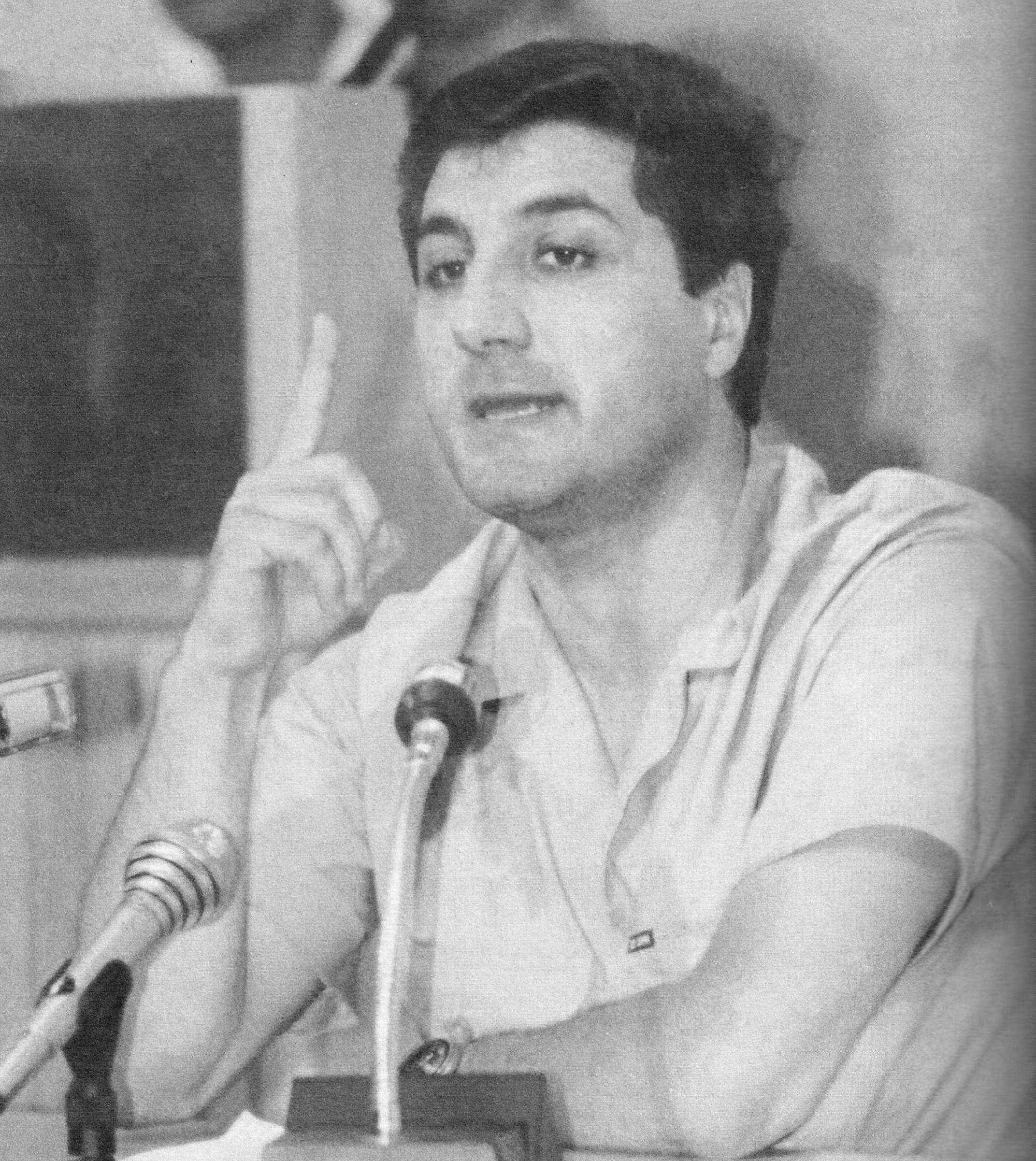
Bashir Gemayel

Bachir Pierre Gemayel (arabisch بشير الجميّل Baschir al-Dschamayyal, * 10. November 1947 in Beirut; † 14. September 1982 in Aschrafija, Beirut) war ein libanesischer Politiker (Kata’ib) und christlich-maronitischer Milizenführer. Er war ein Kommandeur der paramilitärischen Einheiten der Kata’ib („Phalange“) und ab 1976 Anführer der Forces Libanaises im Libanesischen Bürgerkrieg. Im August 1982 wurde er zum Staatspräsidenten des Libanon gewählt, aber noch vor seiner Amtseinführung ermordet.

## Leben
Bachir Gemayel stammte aus einer einflussreichen maronitisch-katholischen Familie aus Bikfaya im Gouvernement Libanonberg. Er war das jüngste Kind des Apothekers und Politikers Pierre Gemayel, der 1936 die christliche und libanesisch-nationalistische Partei Kata’ib (Phalange)  gegründet hatte und von 1960 bis 1984 Abgeordneter im libanesischen Parlament war. Er besuchte das von Jesuiten geführte Collège Notre Dame de Jamhour und studierte dann an der ebenfalls katholischen Université Saint-Joseph Jura und Politikwissenschaft. Zusätzlich machte er an der Southwestern University in Texas einen Bachelor of Laws. In dieser Zeit wurde er von der CIA angeworben, er wurde regelmäßig mit Geld unterstützt und erhielt einen Tarnnamen und einen Code für die Weitergabe seiner Informationen. Anschließend war er in Beirut als Anwalt tätig.
Gemayel trat 1962 der Jugendorganisation der von seinem Vater geführten Kata’ib-Partei bei, während des Studiums war er in der Studentenorganisation der Kata’ib an der Université Saint-Joseph aktiv. Er durchlief Ende der 1960er-Jahre eine paramilitärische Ausbildung in den Forces Regulatoires des Kataeb (FRK), dem bewaffneten Arm der Partei unter dem Kommando von William Hawi, und wurde anschließend selbst ein Kommandeur der Miliz. Kämpfe zwischen den FRK und der in den palästinensischen Flüchtlingslagern im Libanon aktiven Palästinensischen Befreiungsorganisation (PLO) führten im April 1975 zum Ausbruch des libanesischen Bürgerkriegs.
Nach der Ermordung William Hawis im Juli 1976 wurde Bachir Gemayel Oberkommandierender der Kata’ib-Milizen. Die Kata’ib schloss sich 1976 mit anderen christlichen, libanesisch-nationalistischen und pro-westlichen Parteien (u. a. der National-Liberalen Partei des Ex-Präsidenten Camille Chamoun) zur Libanesischen Front (Front libanais) zusammen, die den damaligen Präsidenten Suleiman Frangieh unterstützte. Gemayel gründete anschließend die Forces Libanaises (FL) als bewaffneten Arm der Front libanais und Gegenspielerin der Libanesischen Nationalbewegung aus palästinensischen und panarabistischen, vorwiegend muslimischen und drusischen Milizen.
Diese Miliz war bald die dominierende militärische Kraft der Christen und Gemayel versuchte, die anderen christlichen Milizen unter sein Kommando zu zwängen. Dies geschah mitunter mit Gewalt. Mit dem Anführer der Marada-Brigade Tony Frangieh hatte er sich überworfen und bei einem Angriff der Phalange auf diesen wurden Frangieh und seine gesamte Familie ermordet. In einem Überraschungsangriff am 7. Juli 1980 schalteten Gemayels Kämpfer die Tiger-Miliz (den bewaffneten Arm der National-Liberalen Partei, die Mitglied der Front libanais war) aus, sodass nunmehr die FL die einzige verbliebene ernstzunehmende militärische Kraft im christlichen Lager war. Am 6. Juni 1982 marschierten israelische Truppen im Südlibanon ein, um von dort agierende muslimische Milizen auszuschalten. Die FL kooperierte inoffiziell mit der israelischen Armee, und es wurden einige FL-Verbände von Israel militärisch ausgebildet.
Das libanesische Parlament wählte Gemayel am 23. August 1982, mitten im Bürgerkrieg, zum libanesischen Präsidenten. Erst kurz vor seiner Wahl schaltete ihn die CIA als Quelle ab. Zwei Wochen vor seiner Ermordung soll er sich mit Israels Ministerpräsidenten Menachem Begin getroffen haben, um den Abschluss eines Friedensvertrages zwischen Israel und Libanon vorzubereiten.

## Tod
Am 14. September 1982 fiel Gemayel mit 25 anderen im Hauptquartier der Kata’ib-Partei einem Bombenanschlag zum Opfer, der vielerorts dem syrischen Geheimdienst zugeschrieben wurde. Ausgeübt wurde die Tat vom libanesischen Christen Habib Tanious Shartouni. Dieser wurde festgenommen und sagte aus, dass er Gemayel vorwerfe, den Libanon an Israel zu verkaufen. Nach mehreren Jahren in Haft gelang ihm 1990 die Flucht. Am 20. Oktober 2017 wurde Shartouni vom obersten Gericht des Libanon in Abwesenheit zum Tode verurteilt.
Die Ermordung Gemayels löste im Sinne einer Rache im September 1982 das Massaker von Sabra und Schatila aus, das von christlichen Phalangisten an im südlichen Stadtgebiet von Beirut lebenden palästinensischen Flüchtlingen verübt wurde, die von israelischen Soldaten umstellt waren. Nachfolger Bachir Gemayels wurde sein älterer Bruder Amin Gemayel, der dann von 1982 bis 1988 Präsident war.

## In der Kunst
Bachir Gemayel ist Namensgeber des israelischen Trickfilms Waltz with Bashir, der sich mit den Erinnerungen israelischer Soldaten an den Libanonkrieg und das Massaker auseinandersetzt.